# Bittervatten
Bittervatten är en vattenlösning av bittersalt (magnesiumsulfat) med milt laxerande effekt. Smaken är, som namnet antyder, bitter. Bittervatten förekommer naturligt i vissa hälsokällor; de mest kända finns i Epsom (engelska grevskapet Surrey) samt i Sedlice och Zaječice, bägge i Böhmen (västra Tjeckien).